# Roger Lestrange
Roger Lestrange (auch Strange), († 31. Juli 1311) war ein englischer Adliger, Militär und Beamter.

## Herkunft und Dienst als Militär und Beamter
Roger Lestrange war ein jüngerer Sohn des Marcher Lords John III Lestrange und von dessen Frau Lucia, einer Tochter von Robert of Tregoz. Nach dem Sieg von König Heinrich III. im Zweiten Krieg der Barone erhielt Lestrange 1266 Grundbesitz, den der König den Rebellen abgenommen hatte. Von Mai 1270 bis Oktober 1274 war er Sheriff von Yorkshire, doch der Schwerpunkt seiner Tätigkeiten lag in Cheshire, Shropshire und Staffordshire. Wegen seiner Ortskenntnisse der Welsh Marches war er ein wichtiger Ratgeber für König Eduard I. bei dessen Eroberung von Wales. Während des ersten Feldzugs des Königs von 1277 war er Verwalter von Oswestry Castle sowie von Dinas Bran, Builth und Montgomery Castle. Bei den Walisern galt Lestrange als tyrannischer Verwalter. Eine besondere Rolle spielte er während des zweiten Feldzugs zur Eroberung von Wales. Am 30. Oktober 1282 wurde er Nachfolger des verstorbenen Roger Mortimer als Befehlshaber der englischen Truppen in Mittelwales. Am 11. Dezember war er an der Schlacht von Orewin Bridge beteiligt, in der der walisische Fürst Llywelyn ap Gruffydd getötet wurde. Lestrange schrieb die Nachricht, mit der dem König der Tod Llywelyns mitgeteilt wurde. Anfang 1283 nahm er an der Belagerung und Eroberung von Castell y Bere teil. 1284 überwachte er den Bau der neuen Burgen, die Eduard I. zur Sicherung seiner Eroberung in Nordwales errichten ließ. 1287 war er an der Niederschlagung der Revolte von Rhys ap Maredudd und an der Belagerung von dessen Burg Dryslwyn Castle beteiligt, ebenso wie 1294 an der Niederschlagung des walisischen Aufstands unter Madog ap Llywelyn. Auch an den Feldzügen in die Gascogne 1295 und nach Flandern 1297 nahm er teil.  

## Dienst als Gesandter und Richter sowie politische Tätigkeit
Am 21. Oktober 1283 wurde Lestrange das Amt des Forstrichters für die königlichen Wälder nördlich des Trent übertragen, das er bis zum 12. Februar 1297 innehatte. 1291 reiste er als Gesandter zu Papst Nikolaus IV. und kehrte erst 1292 zurück. Er wurde zu mehreren Parlaments- und königlichen Ratsversammlungen berufen und ab 1295 als Lord Lestrange bezeichnet. Trotz seines Beitrags zur Eroberung von Wales erhielt er keine eigene Herrschaft in Wales, obwohl er sich die Herrschaft über Maelor Saesneg in Nordwales erhofft hatte. Er diente lange Jahre als Ritter des königlichen Haushalts. Bereits 1298 wird er als kranker Mann erwähnt, und durch den jahrelangen Dienst im Gefolge des Königs war er so verschuldet, dass der König 1306 verfügte, das er für sein Begräbnis aufkommen würde. Er diente dem König weiter in kleineren Missionen und gehörte 1301 zu den Unterzeichnern des Briefes der Barone an den Papst. 

## Ehen
In erster Ehe war Lestrange mit Maud, der Witwe von Roger de Mowbray († 1266), verheiratet, die eine Tochter und Teilerbin von William de Beauchamp war. Nach ihrem Tod 1275 durfte er als Witwer auf ihren Gütern leben, bis ihre Kinder aus erster Ehe 1278 volljährig wurden. Seine zweite Frau Eleanor starb 1280, 1307 wird eine dritte Frau, ebenfalls Maud, erwähnt. 1275 erhielt er nach dem Tod seines Bruders Hamo ein lebenslanges Nutzungsrecht von Ellesmere und anderen Gütern in Shropshire. Er starb nach langer Krankheit und ohne Nachkommen 1311.